# 北阿瓜多西
18°32′47″S 40°58′58″W / 18.54639°S 40.98278°W
北阿瓜多西（葡萄牙語：Água Doce do Norte），是巴西的城鎮，位於該國東南部，由聖埃斯皮里圖州負責管轄，始建於1988年5月10日，面積474平方公里，2010年人口11,771，人口密度每平方公里24.85人。